# Colonia Nueva Tlaxiaca
Colonia Nueva Tlaxiaca är en ort i Mexiko.   Den ligger i kommunen San Agustín Tlaxiaca och delstaten Hidalgo, i den sydöstra delen av landet, 70 km norr om huvudstaden Mexico City. Colonia Nueva Tlaxiaca ligger 2 435 meter över havet och antalet invånare är 920.
Terrängen runt Colonia Nueva Tlaxiaca är kuperad åt nordväst, men åt sydost är den platt. Runt Colonia Nueva Tlaxiaca är det ganska tätbefolkat, med 134 invånare per kvadratkilometer. Närmaste större samhälle är Pachuca de Soto, 15,9 km nordost om Colonia Nueva Tlaxiaca. Trakten runt Colonia Nueva Tlaxiaca består i huvudsak av gräsmarker.